# 1. deild karla 2006
Mùa giải 2006 của 1. deild karla là mùa giải thứ 52 của bóng đá hạng hai ở Iceland.

## Bảng xếp hạng
| Vị thứ | Đội         | Số trận | Thắng | Hòa | Thua | Bàn thắng | Bàn thua | Hiệu số | Điểm | Ghi chú                     |
| ------ | ----------- | ------- | ----- | --- | ---- | --------- | -------- | ------- | ---- | --------------------------- |
| 1      | Fram        | 18      | 13    | 2   | 3    | 32        | 14       | +18     | 41   | Thăng hạng Úrvalsdeild 2007 |
| 2      | HK          | 18      | 10    | 2   | 6    | 30        | 18       | +12     | 32   | Thăng hạng Úrvalsdeild 2007 |
| 3      | Fjölnir     | 18      | 8     | 5   | 5    | 23        | 15       | +8      | 29   |                             |
| 4      | Þróttur R.  | 18      | 9     | 2   | 7    | 21        | 18       | +3      | 29   |                             |
| 5      | Stjarnan    | 18      | 6     | 6   | 6    | 26        | 23       | +3      | 24   |                             |
| 6      | KA          | 18      | 6     | 3   | 9    | 22        | 25       | -3      | 21   |                             |
| 7      | Víkingur Ó. | 18      | 4     | 7   | 7    | 16        | 22       | -6      | 19   |                             |
| 8      | Þór A.      | 18      | 5     | 4   | 9    | 16        | 38       | -22     | 19   |                             |
| 9      | Leiknir R.  | 18      | 4     | 6   | 8    | 21        | 25       | -4      | 18   |                             |
| 10     | Haukar      | 18      | 4     | 5   | 9    | 20        | 29       | -9      | 17   | Xuống hạng 2. deild 2007    |

NOTE:Vì 1. deild karla mở rộng thành 12 đội, có 2 đội thăng hạng và chỉ có 1 đội xuống hạng, và có 3 đội thăng hạng từ 2. deild karla.

## Danh sách ghi bàn
| Cầu thủ                   | Số bàn thắng | Đội bóng   |
| ------------------------- | ------------ | ---------- |
| Helgi Sigurðsson          | 13           | Fram       |
| Hreinn Hringsson          | 9            | KA         |
| Jónas Grani Garðarsson    | 8            | Fram       |
| Ómar Hákonarson           | 8            | Fjölnir    |
| Jón Þorgrímur Stefánsson  | 7            | HK         |
| Guðjón Baldvinsson        | 7            | Stjarnan   |
| Ólafur Valdimar Júlíusson | 6            | HK         |
| Einar Örn Einarsson       | 6            | Leiknir R. |
| Pétur Örn Svansson        | 6            | Leiknir R. |
| Jónmundur Grétarsson      | 5            | Haukar     |
| Ómar Karl Sigurðsson      | 5            | Haukar     |
| Hörður Már Magnússon      | 5            | HK         |
| Halldór Arnar Hilmisson   | 5            | Þróttur R. |